# Resolutie 248 Veiligheidsraad Verenigde Naties
Resolutie 248 van de Veiligheidsraad van de Verenigde Naties werd aangenomen op 24 maart 1968. De resolutie veroordeelde een Israëlische militaire operatie in Jordanië en riep het land op zich aan het een jaar eerder gesloten staakt-het-vuren te houden.

## Achtergrond
Sinds het uitroepen van de staat Israël in 1948 had geen enkel Arabisch land Israël erkend en velen verwachtten niet dat Israël nog erg lang zou blijven bestaan. Na de oorlog van 1956 ontstond opnieuw een fragiel evenwicht. Spanningen liepen in 1967 hoog op. Israël voerde een preventieve aanval uit, hetgeen op zijn beurt leidde tot de Zesdaagse Oorlog. De VN greep onmiddellijk in, waardoor er na zes dagen een staakt-het-vuren kwam.
In deze oorlog verloren Egypte, Syrië en Jordanië grondgebied aan Israël dat ze terug wilden. Omdat ze een echte oorlog niet konden winnen, besloten ze tot een uitputtingsoorlog, waarbij Jordanië vooral steun verleende aan de Palestijnse Fedayin.
Jordanië had de Westelijke Jordaanoever verloren aan Israël. De Palestijnse Fedayin verkasten daarom naar het Jordaanse grensstadje Karame. Vandaaruit voerden ze hun aanvallen op Israël op. Op 21 maart 1968 lanceerde Israël een aanval om hun kampen te vernietigen en leider Yasser Arafat te vatten, de slag om Karame.

## Inhoud
De Veiligheidsraad had de verklaringen van de vertegenwoordigers van Jordanië en Israël gehoord. De documenten die waren voorgelegd door de permanente vertegenwoordigers van Israël en Jordanië, S/8470, S/8475, S/8478, S/8483, S/8484 en S/8486 werden in beschouwing genomen. Ook werden de documenten die waren voorgelegd door de stafchef van UNTSO, zoals in de documenten S/7930/Add.64 en Add.65, in beschouwing genomen.
De Veiligheidsraad riep resolutie 236 in herinnering, waarin iedere vorm van inbreuk op het staakt-het-vuren was veroordeeld. Opgemerkt werd dat de militaire actie van Israël op het grondgebied van Jordanië een geplande grootscheepse militaire actie was. Voorts werd opgemerkt dat militaire acties, gezien het bestand, niet toegestaan waren en dat vorige zulke acties mee waren gewogen. De Veiligheidsraad herinnerde aan resolutie 237, waarin de regering van Israël werd opgeroepen de veiligheid, welzijn en beveiliging te garanderen voor de bewoners van gebieden waarin militaire operaties hadden plaatsgevonden.
- De dodelijke slachtoffers en de zware schade aan eigendommen werden betreurd.
- De militaire actie van Israël, welke een grove schending waren van het VN-grondvest en de staakt-het-vuren-resoluties, werden veroordeeld.
- De Veiligheidsraad betreurde alle gewelddadige acties die ingingen tegen het staakt-het-vuren en verklaarde dat dergelijke militaire acties en andere grove schendingen van het staakt-het-vuren niet konden worden getolereerd. * De Veiligheidsraad verklaarde dat hij zich zou moeten beraden op verdere en meer effectieve stappen zoals voorzien in het VN-handvest, teneinde herhalingen van dergelijke acties te voorkomen.
- Israël werd opgeroepen om geen acties te ondernemen die in strijd waren met resolutie 237.
- Secretaris-generaal U Thant werd verzocht de situatie in de gaten te houden en op passende wijze verslag aan de Veiligheidsraad uit te brengen.

Lijst ·  245 ·  246 ·  247 ·  248 ·  249 ·  250 ·  251 ·  252 ·  253 ·  254 ·  255 ·  256 ·  257 ·  258 ·  259 ·  260 ·  261 ·  262